# گمینا اوستروف مازوویتسکا
گمینا اوستروف مازوویتسکا (به لهستانی:  Gmina Ostrów Mazowiecka) یک گمینا در لهستان است که در شهرستان اوستروف مازوویتسکا واقع شده‌است. گمینا اوستروف مازوویتسکا ۲۸۳٫۷۱ کیلومتر مربع مساحت و ۱۲٬۹۷۸ نفر جمعیت دارد.